# Heiligste Dreifaltigkeit (Marktgraitz)

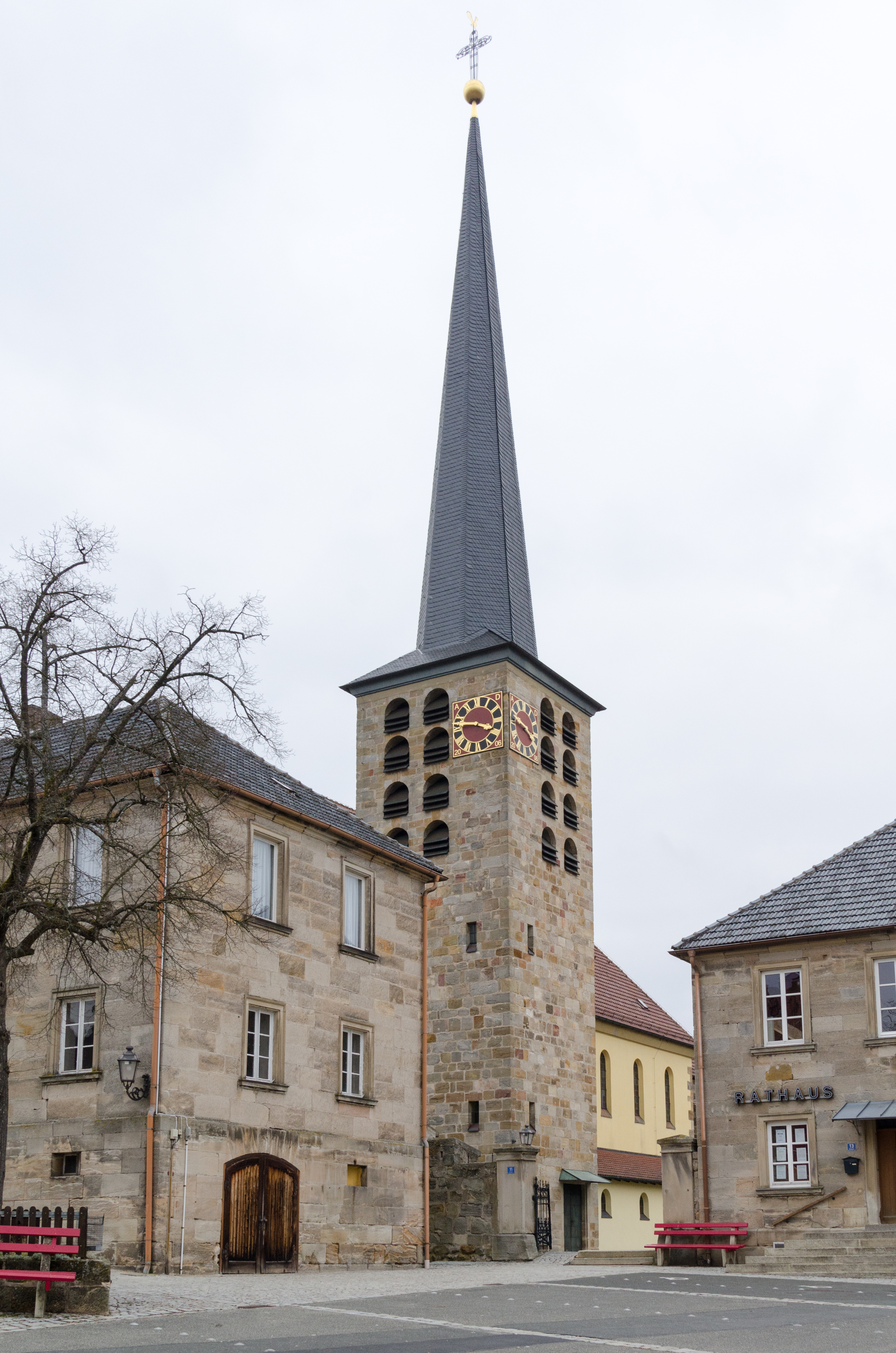
Pfarrkirche Heiligste Dreifaltigkeit in Marktgraitz

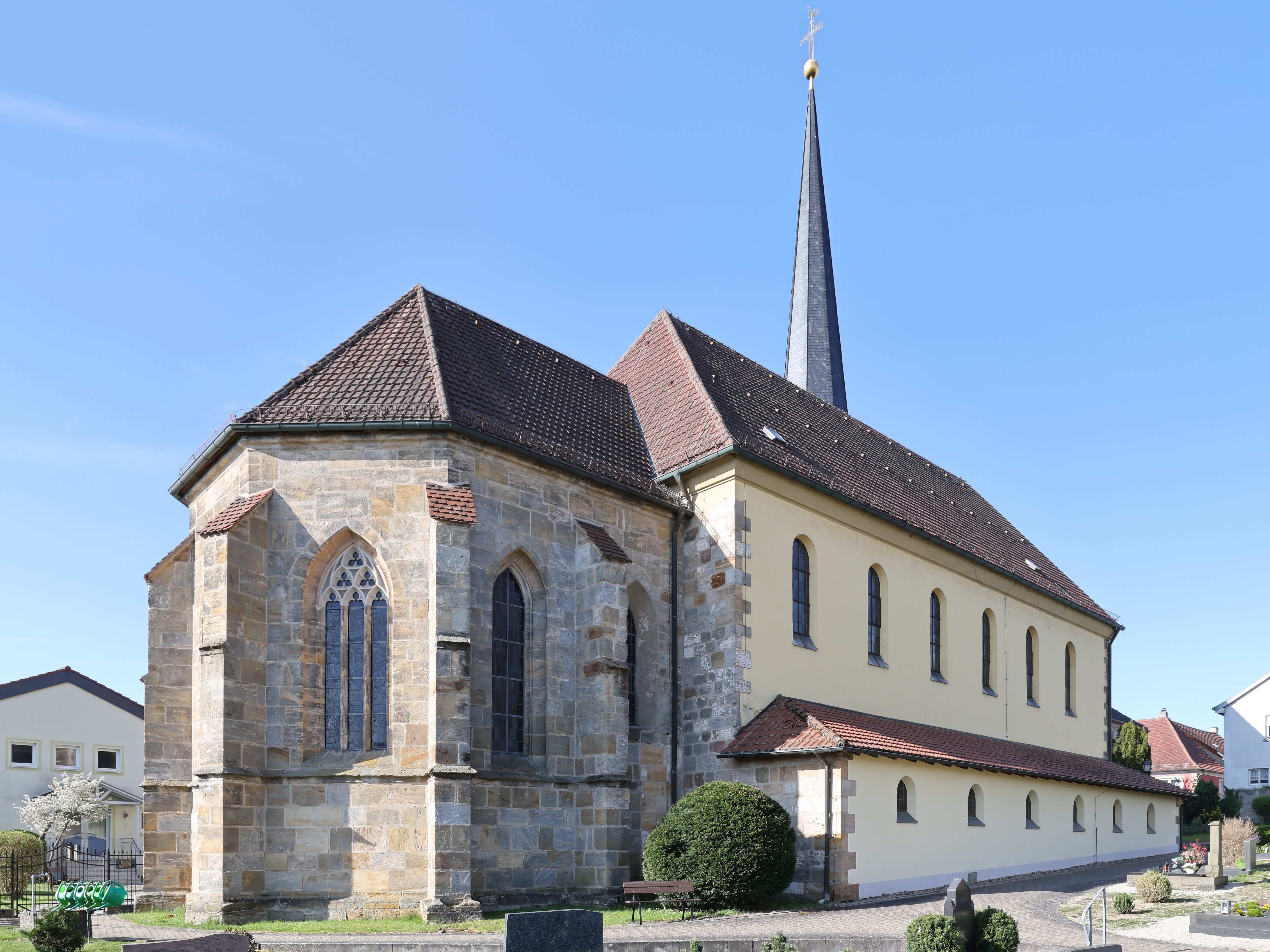
Kirchenschiff

Die römisch-katholische Pfarrkirche Heiligste Dreifaltigkeit in Marktgraitz, einem Markt im oberfränkischen Landkreis Lichtenfels, bestand schon 1128 und wurde 1958/1959 nach einem Brand neu errichtet. Es war eine der ältesten Kirchen im Landkreis Lichtenfels. Die Pfarrei gehört zum Seelsorgebereich Lichtenfels-Obermain des Erzbistums Bamberg.

## Geschichte
Eine Kirche bestand schon 1128 in Marktgraitz, damals „Grodeze“ genannt, als der Bamberger Bischof Otto von Bamberg bei einer Mission nach Pommern in dem Ort übernachtete. Priester sind seit 1325 belegt. Um das Jahr 1400 gehörten zum Pfarrsprengel der Mutterpfarrei Marktgraitz die Orte Michelau, Neuensee, Schwürbitz, Marktzeuln, Lettenreuth, Oberreuth, Trainau, Mannsgereuth, Beikheim, Schmölz, Trübenbach, Schneckenlohe, Theisenort und Weidhausen.
Der Main oberhalb von Bamberg bildete früher die Grenze zwischen den Bistümern Bamberg und Würzburg. Marktgraitz und die zugehörigen Orte gehörten zwar zum Hochstift Bamberg, der Pfarrer unterstand aber dem Würzburger Bischof. Im Rahmen der Neueinteilung der bayerischen Diözesen wurde die Pfarrei 1808 dem Bistum Bamberg zugeordnet. Nachdem 1552/1553 Markgraf Albrecht Alcibiades von Brandenburg-Kulmbach große Teile des Hochstifts Bamberg besetzt hatte, setzte er in Marktgraitz auf die verlassene Pfarrstelle mit Pankraz Reuß einen evangelischen Pfarrer ein. Dieser verblieb auch nach der Niederlage des Markgrafen in seinem Amt. Erst 1611 erfolgte im Rahmen der Gegenreformation unter dem Bamberger Bischof Johann Gottfried von Aschhausen die Wiedereinsetzung eines katholischen Pfarrers.
Im Jahr 1731 setzte ein Blitzschlag das Langhaus in Brand, das kurz darauf wieder errichtet und gleichzeitig erhöht wurde. In der Nacht vom 22. zum 23. Februar 1958 zerstörte ein Feuer die Pfarrkirche. Den Wiederaufbau mit einer Erweiterung durch zwei Seitenschiffe plante der Kronacher Architekt Lothar Porzelt. Die drei farbigen Chorfenster entstanden nach einem Entwurf des Münchner Malers Emil Böhm. Am 15. März 1959 weihte der damalige Bamberger Erzbischof Josef Schneider das Gotteshaus. Von 1998 bis 2002 erhielt es mit einem neugotischen Hauptaltar und Seitenaltären sowie Kreuzwegstationen und acht Heiligenfiguren eine neue Ausstattung.

## Baubeschreibung

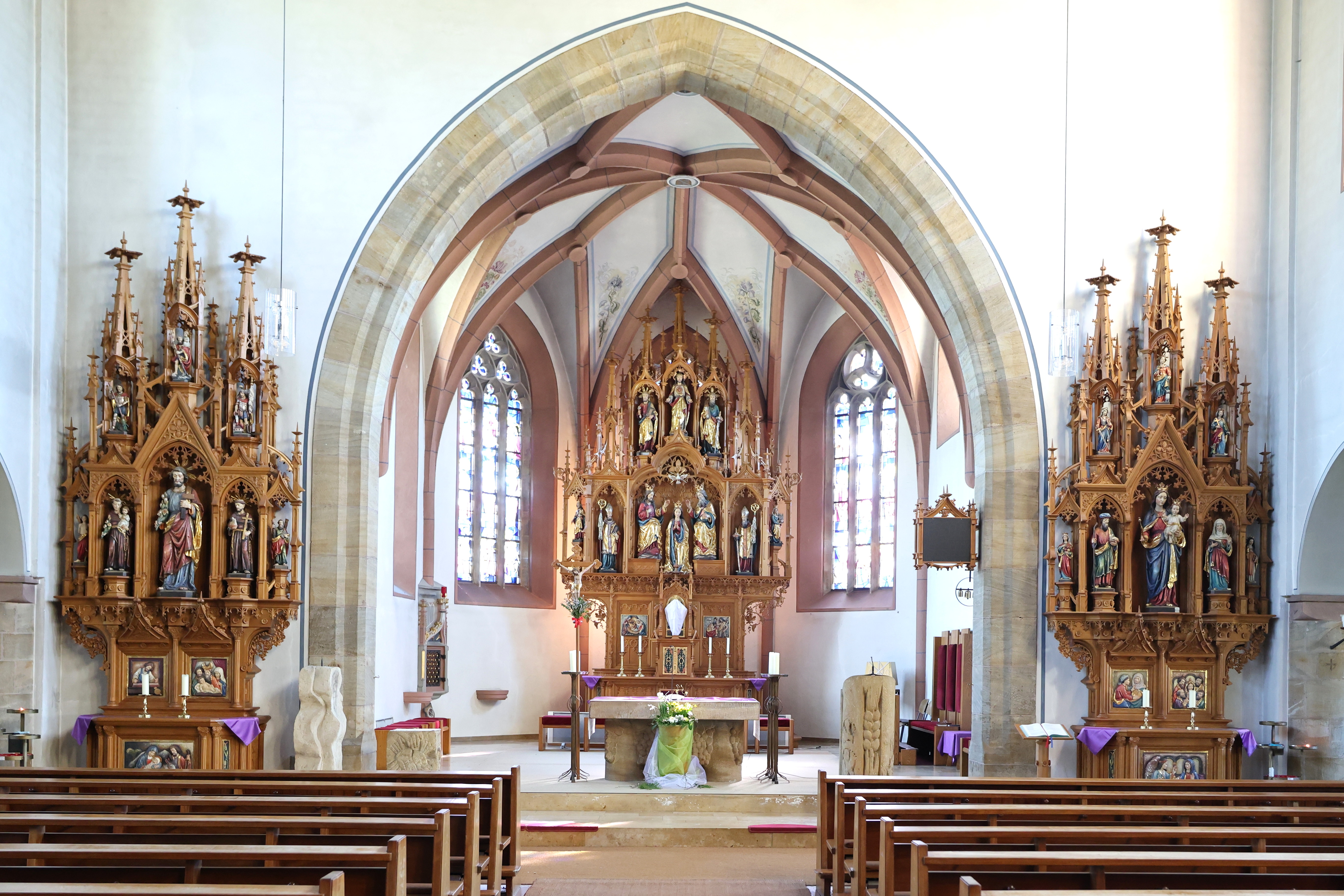
Innenraum

Das Gotteshaus ist eine dreischiffige Basilika. Der frühere Kirchturm war romanisch und 36 Meter hoch. Er hatte vor seiner Zerstörung einen spitzen, schiefergedeckten Achteckhelm. Von der historischen Grundsubstanz ist noch der gotische Fünfachtelchorschluss aus dem 15. Jahrhundert vorhanden, der von einem Netzgewölbe überspannt wird. Auch die romanische Portalwand aus der zweiten Hälfte des 13. Jahrhunderts wurde in den Neubau von 1952 integriert.
Das neue Langhaus wurde im romanischen Stil gestaltet. Es hat ein Mittelschiff mit einer Holzbalkendecke und zwei kleinere Seitenschiffe. Mit Sandstein verkleidete Stahlbetonsäulen tragen die Dachkonstruktion und Arkadenbögen zwischen den Kirchenschiffen. Der neue Kirchturm hat einen quadratischen Grundriss und eine Höhe von knapp 45 Metern.
In den 1980er Jahren stellte die Orgelbaufirma Gebrüder Mann aus Marktbreit die Orgel auf. Sie hat 1160 Pfeifen, 18 Register auf zwei Manualen mit 56 Tasten und Pedal.